# Цаган-Олуй
Цага́н-Олу́й (рос. Цаган-Олуй) — село у складі Борзинського району Забайкальського краю, Росія. Адміністративний центр та єдиний населений пункт Цаган-Олуйського сільського поселення.

## Населення
Населення — 857 осіб (2010; 1065 у 2002).
Національний склад (станом на 2002 рік):
- росіяни — 89 %